# Dyplomacja kulturalna
Dyplomacja kulturalna – element dyplomacji publicznej, forma wymiany informacji i promowania sztuki i innych aspektów kultury pomiędzy narodami.

## Definicja dyplomacji kulturalnej
Jednym z najbardziej istotnych przekazów dyplomacji publicznej stała się kultura. Już od początku XIX w. państwa w zorganizowany sposób zapoczątkowały świadomą zagraniczną politykę kulturalną ukierunkowaną na realizację zadań polityki zagranicznej. Doprowadziło to do wykształcenia się nowej formy dyplomacji, dyplomacji kulturalnej.
Dyplomacja kulturalna, definiowana jest przez Cummingsa jako wymiana idei, informacji, sztuki i innych aspektów kultury pomiędzy narodami, by sprzyjać wzajemnemu zrozumieniu. Formuje ona ważny element szerszego wysiłku publicznej dyplomacji, która zawiera po prostu wszystko, co robi naród by przedstawić siebie światu. Skoro istota dyplomacji kulturalnej składa się z narodów dzielących się formami swojej kreatywnej ekspresji, jest ona naturalnie przyjemna, i dlatego może być jednym z najbardziej efektywnych narzędzi dyplomatycznych. Dyplomacja kulturalna jest idealnym przykładem tzw. soft power, czyli umiejętności przekonywania przez kulturę, wartości i idee, w przeciwieństwie do hard power, która zdobywa i wymusza poprzez działania militarne.